# Paul Waner
Paul Glee Waner, soprannominato "Big Poison" (Harrah, 16 aprile 1903 – Sarasota, 29 agosto 1965), è stato un giocatore di baseball statunitense che ha giocato nel ruolo di esterno nella Major League Baseball (MLB)]. È stato introdotto nella National Baseball Hall of Fame nel 1965.

## Carriera
Fratello maggiore di un altro membro della Baseball Hall of Fame come Lloyd Waner, Paul Waner giocò la maggior parte della carriera con i Pittsburgh Pirates dal 1926 al 1940. Nella sua seconda stagione da professionista guidò la National League in media battuta e punti battuti a casa, venendo premiato come MVP della lega. Dopo 15 stagioni coi Pirates, Waner concluse la carriera giocando con i Brooklyn Dodgers (1941, 1943–1944), i Boston Braves (1941–1942) (con i quali raggiunse le 3000 valide in carriera) e i New York Yankees (1944–1945). Famoso per la sua abilità di colpire malgrado i postumi delle sbornie, quando Waner smise di bere nel 1938 su richiesta della dirigenza, la sua media scese a .280, la prima delle uniche due stagioni come Pirate che non batté con almeno .300. 
Waner era anche miope, un fatto venuto a conoscenza della dirigenza dei Pirate solo nel finale della sua carriera, quando affermò di avere difficoltà a leggere le pubblicità poste sulle barriere esterne del campo. Quando indossò degli occhiali in battuta però, questi finirono solo per ostacolarlo. Waner guidò la National League in media battuta in tre occasioni, colpendo 200 valide in otto stagioni e terminando con una media in carriera di .333. Stabilì anche un record MLB per gare consecutive con almeno una battuta da extra base (14, dal 6 al 20 giugno 1927), un'impresa in seguito pareggiata solamente da Chipper Jones nel 2006. Nel 1999, The Sporting News lo inserì al 65º posto nella classifica dei migliori cento giocatori di tutti i tempi.

## Palmarès
- MVP della National League: 1

1927
- MLB All-Star: 4

1933–1935, 1937
- Miglior battitore della National League: 3

1927, 1934, 1936
- Leader della National League in punti battuti a casa: 1

1927
- Numero 11 ritirato dai Pittsburgh Pirates
- Club delle 3000 valide